# Heinrich Himmler

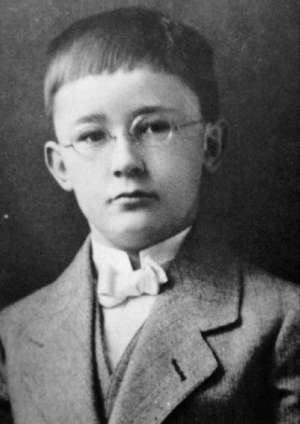
Heinrich Himmler 1907-ben

Heinrich Luitpold Himmler (München, 1900. október 7. – Lüneburg, 1945. május 23.) a nemzetiszocialista Németország politikusa, a Nemzetiszocialista Német Munkáspárt magas rangú vezére, az SS vezetője. A második világháború alatt a nemzetiszocialista Németország második legbefolyásosabb embere volt Hitler után. Az összes rendőrségi és biztonsági erő, beleértve a Gestapót is, az ő irányítása alatt állt. Mint a koncentrációs táborok, a haláltáborok és a bevetési csoportok felügyelőjét, Himmlert körülbelül 5,5-6 millió zsidó, több mint kétszázezer cigány, kétmillió szovjet hadifogoly, kétmillió lengyel és több százezer kommunista, homoszexuális, valamint fizikailag és mentálisan sérült ember haláláért terhelte felelősség, de a felelősségre vonás elől öngyilkosságba menekült.

## Élete

### Ifjú évei
Heinrich Luitpold Himmler 1900. október 7-én született Münchenben. Szülei Joseph Gebhard Himmler tanár és Anne Marie Heyder. Ő volt a középső a 3 fivér közt. Testvérei Gebhard Ludwig Himmler (1898. július 29-1982. június 22.) és Ernst Hermann Himmler (1905. december 23-1945. május 2.). Himmler szülei szigorúak voltak, gyerekeiket fegyelemben, katolikus módon nevelték.
A Heinrich nevet keresztapjától, Wittelsbach Henrik bajor hercegtől kapta. Heinrich Himmler édesapja a bajor herceg házitanítója volt. Himmler abban a landshuti iskolában kezdte meg tanulmányait, ahol az apja igazgatóhelyettes volt. Szorgalmas, éles eszű és kitűnő tanulmányi eredményeket szerző diák volt. Az iskola mellett sakkozott, zongorázott, bélyegeket gyűjtött és kertészkedett. Erőfeszítései ellenére a testnevelésben nagyon gyengén teljesített és egész életét végigbetegeskedte.
1914-ben kitört az első világháború. Mivel a hadi események nagyon foglalkoztatták, 1915-ben a landshuti kadétképző tagja lett. 1918-ban felfüggesztette tanulmányait, az apján keresztül a bajor herceg befolyásával elérte, hogy a 11. bajor hadtest tartalékos állományába tisztjelöltként felvegyék, de kiképzése még tartott, amikor a háború már véget ért. A nagy háború után 1919 és 1922 között agronómusnak tanult Münchenben a Technische Hochschulén, majd rövid ideig egy magángazdaságnál dolgozott gyakornokként.

### A politikai életben
1922-től a katolicizmustól elfordult és germán regék, mondák, okkultizmus és az antiszemita pamfletek kerültek érdeklődési körébe. 1923 augusztusában belépett a Nemzetiszocialista Német Munkáspártba (NSDAP), párttagkönyve sorszáma 14 303. Mint a Röhm-féle félkatonai szervezet az SA (Sturmabteilung) tagja 1923 november 8–9-én részt vett a sikertelen müncheni nemzetiszocialista hatalomátvételi kísérletben, a sörpuccsban. 1925-ben csatlakozott az SS-hez 168-as számú tagkönyvvel, amely SS akkor még az SA része volt. 1926-ban Alsó-Bajorország körzetvezetője (Gauleiter), majd 1927-ben helyettes birodalmi pártpropagandavezető lett. 1926 decemberében egy Bad Reichenhall-i hotelben szállt meg, ahol megismerkedett későbbi feleségével, Margareta Siegrothtal. 1928. július 3-án nősült. Lánya, Gudrun 1929-ben született. 1929. január 6-án Adolf Hitler az SS birodalmi vezetőjévé nevezte ki. Ekkor a szervezetnek még csak 290 tagja volt, de a következő évben a nürnbergi pártnapokra – amelynek szervezője volt – már 3000 főre emelte ezt a létszámot. 1930-tól a Birodalmi Gyűlés tagja. Részt vett a hosszú kések éjszakájában, amikor 1934 nyarán leszámoltak az SA (Sturmabteilung) vezetőivel és Gregor Strasserrel, aki mentora és munkaadója volt.
1934-ben létrehozták a Gestapót (Geheime Staatspolizei), amelynek 1935-ben egy rövid ideig ő is parancsnoka volt. 1939-ben megalapították az RSHA-t (Reichssicherheitshauptamt, Birodalmi Biztonsági Főhivatal), vezetője Reinhard Heydrich. Ennek IV. hivatala lett a Gestapo, az élén végig Heinrich „Gestapo” Müller állt. 1936–1943 között a belügyminisztérium államtitkáraként a német rendőrség vezetője. 1943 augusztusától birodalmi belügyminiszter. 1944-től a németországi fegyveres csapatok főparancsnoka tisztséget is betöltötte.

## Himmler a zsidókról
1933 márciusában Hitler kancellári kinevezése után azonnal megépítették az első koncentrációs tábort a politikai ellenfelek és szakszervezeti vezetők elzárására. A koncentrációs táborok célját Himmler változtatta meg, amikor 1934-35-ben az SS átvette az összes tábor felügyeletét.

### A poseni beszéd
1943. október 4-én Himmler beszédet tartott a zsidók kiirtásáról Posenben az SS csúcsvezetői előtt. Részlet a beszédből (audio):
Itt egy nagyon nehéz kérdést szeretnék nagyon nyíltan felhozni. Most nagyon nyíltan beszélhetünk egymás között, és még soha nem vitattuk meg ezt nyilvánosan. Ugyanúgy, ahogyan 1934. június 30-án nem haboztunk, hogy parancs szerint kötelességünket elvégezzük, és elbukott bajtársainkat falhoz állítottuk és kivégeztük, soha nem beszéltünk róla eddig sem, soha nem is fogunk róla beszélni. Adjunk hálát Istennek, hogy olyan magától értetődő bátorság volt bennünk, soha nem beszéltük meg magunk között, és soha nem beszéltünk róla. Mindannyian elrémültünk, és mindenki világosan megértette, hogy legközelebb mit kell tennünk, amikor a parancs megérkezik, és amikor az szükséges lesz.
A „zsidó kitelepítésről” beszélek: a zsidó nép kiirtásáról. Ez az egyik olyan dolog, amit könnyű kimondani. "A zsidó embereket kiirtják" – mondja minden párttag, "teljesen világos, hogy a tervünk része, magvát szakasztani a zsidóknak, megsemmisítjük őket, ha!’, egy aprócska kis ügy." És akkor megjelenik a megmaradt 80 millió német, és mindegyiknek van egy tisztes zsidaja. Azt mondják, a többiek mind disznók, de ez egy különleges egyed, csodálatos zsidó. De egyikük sem volt tanúja, és egyiküknek sem kellett elviselnie. Legtöbbetek itt tudja, hogy mit jelent, amikor 100 hulla fekszik egymás mellett, vagy amikor 500, vagy amikor 1000. Keménnyé tett minket ennek elviselése, hogy ezzel egyidejűleg tisztességes emberek maradtunk – eltekintve az emberi gyengeségek miatti kivételektől -, és ez egy olyan dicsőséges fejezet, amelyről nem beszéltünk és nem is fogunk beszélni. Mert tudjuk, milyen nehézséget jelentene számunkra, ha minden városban, mint titkos szabotőrök, agitátorok és gúnyolódók a zsidók megmaradnának, a bombázásokkal, a háború terhei és nehézségei közepette. Ha a zsidók még mindig a német nemzet részei maradnának, akkor valószínűleg ugyan abba az állapotba érkeznénk, mint ahol 1916-ban és a 17-ben voltunk …

## A háború vége és Himmler halála
1944–45 telén a Waffen-SS tagjainak száma 910 ezer fő volt (papíron a becsült számuk 2 millió). 1945 tavaszán Himmler is belátta, hogy a háború elveszett, a Német Birodalom elbukott. Ezért elutazott Lübeckbe, hogy ott Bernadotte Folke svéd diplomata segítségével nyugatra szökhessen. Áprilisban különbéke-kísérletei miatt Hitler megfosztotta minden tisztségétől, és a pártból is kizárták. 
A háború után jellegzetes bajszát levágta, majd a többi menekülő közé próbált elvegyülni. Két komoly hibát is elkövetett, egyrészt a német tábori csendőrség egyenruhájában menekült, pedig a szövetségesek az ezen testülethez tartozó összes személyt letartóztatták, másrészt a többiek leharcolt ruhájával szemben vadonatúj egyenruhában volt, ezzel külön gyanússá vált. Május 20-án Himmlert és két segédjét(gyermekkori barátját, Karl Gebhardt orvos és Rudolf Brandt a személyi titkárát) megállították és őrizetbe vették egy bremervördei ellenőrzőponton, amelyet volt szovjet hadifoglyok őriztek, a 25 éves V. I. Gubarev és a 25 éves I. E. Szidorov . Az őrizetbe vétel során a Himmlerék megpróbáltak elmenekülni, Gubarev ezért egy figyelmeztető lövést adott le a levegőbe a puskájából. A következő két napban több táborba szállították, majd május 23-án a Lüneburg melletti brit 31. polgári kihallgatótáborba vitték.
Először mindannyiukat a Seedorf városában található 619. számú Szovjetunió állampolgárait összegyűjtő és átadó pont őrházában helyezték el, majd másnap átadták őket a brit hatóságoknak, akik a fogvatartottakat Bremervörde városába küldték. Május 23-án este Himmlert a Lüneburg melletti 031. számú polgári kihallgatótáborba vitték. 1945. május 20-án brit hadifogságba került, majd 4 nappal később Lüneburgban vitatott körülmények között öngyilkos lett.

## Családja
Felesége Margarete Boden, akivel egy üdülőhelyen ismerkedtek össze. Természetesen aranyszőke volt és kék szemű, bár Himmlernél nyolc évvel idősebb. 1928 nyarán házasodtak össze. Két gyermeket neveltek. Csak az egyikük volt vér szerinti: lányuk, Gudrun Himmler, akit a családban csak „kiskutyának” (Püppi) hívtak. Mivel Margónak nem születhetett több gyermeke, örökbe fogadtak egy kisfiút, akit – Gudrunnal együtt – felneveltek. Családi élete sem volt rendben: a Reichsführer szeretőjévé tette a titkárnőjét, Hedwig Potthastot, aki két gyermeket szült neki. Gudrun a háború után férjhez ment egy újságíróhoz, és felvette annak családnevét (Burwitz). Apjához hasonló nézeteket vallva aktív neonáci tevékenységet folytatott.

## Film
- Henrich Himmlerről Romuald Karmakar 2001-ben Himmler-Projekt címen filmet készített.

## Művei magyarul
- Himmler. Egy tömeggyilkos magánélete. Heinrich Himmler a feleségével váltott leveleinek tükrében, 1927–1945; szerk., jegyz. Katrin Himmler és Michael Wildt, ford. Barabás József; Kossuth, Budapest, 2015 (History könyvek)
- A terror megszervezése. Heinrich Himmler szolgálati naptára, 1943–1945; ford. Tuza Csilla; Európa, Bp., 2021

### Magyar nyelvű
- A rombolás anatómiája; ford. Dankó Zoltán, Csaba Ferenc; Háttér, Budapest, 2001 (Lélek kontroll)

### Német nyelvű
- Josef Ackermann: Heinrich Himmler als Ideologe. Musterschmidt, Göttingen, 1970
- Alfred Andersch: Der Vater eines Mörders. Diogenes Verlag, Zürich, 1991 ISBN 3-257-01597-6
- Richard Breitman: Heinrich Himmler. Der Architekt der "Endlösung" Zürich, u.a., 2000
- Joachim C. Fest: Heinrich Himmler. Kleinbürger und Großinquisitor in ders.: Das Gesicht des Dritten Reiches. Profile einer totalitären Herrschaft (11. Auflage). Piper, München und Zürich, 1993 ISBN 3-492-11842-9, S. 156-175
- Erich Fromm: Anatomie der menschlichen Destruktivität. Original USA 1973; deutsch 1974
- Heinrich Fraenkel, Roger Manvell: Himmler. Kleinbürger und Massenmörder. Ullstein, Frankfurt am Main und Berlin, 1965
- Frank Helzel: Ein König, ein Reichsführer und der Wilde Osten. Heinrich I. (919-936) in der Selbstwahrnehmung der Deutschen. Bielefeld: transcript, 2004 ISBN 3-89942-178-7
- Frank Helzel: Himmlers und Hitlers Symbolpolitik mit mittelalterlichen Herrschern – König *Heinrich I. (919-936) und Kaiser Otto I. (936-973)in ihren nationalgeschichtlichen Rollen, PDF
- Katrin Himmler: Die Brüder Himmler. Eine deutsche Familiengeschichte. S. Fischer Verlag, Frankfurt a. M., 2005 ISBN 3-10-033629-1
- Stephan Lehnstaedt: Das Reichsministerium des Innern unter Heinrich Himmler 1943-1945. Nachweis, Zusfssg.. In: ifz heft4-2006
- Peter Padfield: Himmler. Reichsführer-SS. Cassel & Co, London, 2001 ISBN 0-304-35839-8
- Bradley F. Smith: Heinrich Himmler 1900-1926. Sein Weg in den deutschen Faschismus. München, 1979 (Orig.: Heinrich Himmler. A Nazi in the Making. Stanford 1971)
- Franz Wegener: Heinrich Himmler. Deutscher Spiritismus, französischer Okkultismus und der Reichsführer SS. KFVR, Gladbeck, 2004 ISBN 3-931300-15-3
- Peter Witte, Michael Wildt, Martina Voigt (Hrsg.): Der Dienstkalender Heinrich Himmlers 1941/42. Hans Christians Verlag, Hamburg, 1999 ISBN 3-7672-1329-X